# Johann Georg Siemens (Politiker, 1804)
Johann Georg Siemens (* 11. September 1804 in Langenstein; † 25. April 1878 in Wendisch-Ahlsdorf) war ein deutscher Rechtsanwalt und Politiker aus der Familie Siemens.

## Leben
Sein Vater, ebenfalls Johann Georg (* 10. Dezember 1764, † 10. August 1827) hatte Geschichte in Göttingen studiert und war Lehrer am Pädagogium in Halle, später Verwalter des Gutes Langenstein bei Halberstadt und Pächter der Domäne Hayn.
Siemens studierte Rechtswissenschaft an den Universitäten Halle, Göttingen und Berlin. 1826 wurde er Mitglied des Corps Lunaburgia Göttingen. Nach dem Studium trat er zunächst als Justiziar in den preußischen Staatsdienst ein, bevor er sich Mitte der 1840er Jahre als Notar und Rechtsanwalt am Preußischen Obertribunal in Berlin niederließ.
1847 stellte Johann Georg Siemens seinem elf Jahre jüngeren Vetter Werner Siemens und dem Mechaniker Johann Georg Halske 6842,20 Taler bereit – in Form einer stillen Beteiligung von 20 Prozent – mit denen jene die Telegraphen Bau-Anstalt von Siemens & Halske in Berlin gründeten (später Siemens AG). 1854 zog Johann Georg Siemens seine Mittel aus Siemens & Halske wieder ab und kaufte am 14. Oktober 1858 das Rittergut in Wendisch-Ahlsdorf im preußischen Amt Schweinitz, das sich bis 1945 im Familienbesitz befand.
Siemens vertrat von 1862 bis 1863 den Wahlkreis Merseburg 2 (Schweinitz, Wittenberg) im Preußischen Abgeordnetenhaus. Er gehörte der Fraktion der Fortschrittspartei an.
Siemens heiratete 1837 Marie von Sperl (1819–1902). Ihr einziger Sohn Georg Siemens wurde 1870 der erste Vorstandssprecher der Deutschen Bank.

## Auszeichnungen
- Ernennung zum Justizrat

## Namensvettern
Der Vorname Johann Georg war in der Familie Siemens relativ häufig. Neben dem Vater trug auch ein Goslarer Bürgermeister den gleichen Namen: Johann Georg Siemens (* 22. Februar 1748 Weddingen, † 3. Oktober 1807 Goslar) war in Goslar u. a. Mitglied der Worthgilde, Ratsherr und Stadtvogt. In seiner Eigenschaft als Bürgermeister hatte er mit Syndikus Sieber große Auseinandersetzungen wegen der Verschuldung und Unordnung des Stadtwesens.

## Schriften
- Die Elemente des Staatsverbands, Leipzig 1841